# 铁木属
铁木属（学名：Ostrya）是樺木科下的一个属，为落叶小乔木植物。该属共有7种，分布于美洲、欧洲和亚洲。